# Suriyawan
Suriyawan là một thị xã và là một nagar panchayat của quận Sant Ravidas Nagar thuộc bang Uttar Pradesh, Ấn Độ.

## Nhân khẩu
Theo điều tra dân số năm 2001 của Ấn Độ, Suriyawan có dân số 17.014 người. Phái nam chiếm 53% tổng số dân và phái nữ chiếm 47%. Suriyawan có tỷ lệ 57% biết đọc biết viết, thấp hơn tỷ lệ trung bình toàn quốc là 59,5%: tỷ lệ cho phái nam là 71%, và tỷ lệ cho phái nữ là 43%. Tại Suriyawan, 17% dân số nhỏ hơn 6 tuổi.